# أنتوني روت
أنتوني روت (بالإنجليزية: Antony Root)‏ هو مخرج منفذ بريطاني، ولد في 16 أبريل 1954 في المملكة المتحدة.

## وصلات خارجية
- أنتوني روت على موقع IMDb (الإنجليزية)
- أنتوني روت على موقع قاعدة بيانات الفيلم (الإنجليزية)